# Selbständigkeits-Index für die Neurologische und Geriatrische Rehabilitation
Der Selbständigkeits-Index für die Neurologische und Geriatrische Rehabilitation (SINGER) ist eine deutschsprachige Klassifikation zur Erfassung der Selbständigkeit und der Pflegebedürftigkeit von Patienten im Rahmen einer ambulanten oder stationären neurologischen Rehabilitation. Die Erhebung erfolgt durch Ärzte oder andere Therapeuten (wie Gesundheits- und Krankenpfleger oder Logopäden) als Fremdeinschätzung. Dabei wird ein Punktewert durch eine standardisierte Frageliste erhoben. Der SINGER leitet sich vom International Classification of Functioning, Disability and Health (ICF) ab. Es bestehen Ähnlichkeiten mit dem Barthel-Index und dem Functional Independence Measure (FIM), wobei Schwächen dieser Instrumente ausgeglichen wurden. Der SINGER wird, nach eigenen Angaben, in rund 80 Rehaeinrichtungen genutzt (Stand 2020).

## Geschichte
Für die 4. Erhebungsrunde des QS-Reha-Verfahrens (2021–2023) haben GKV-Spitzenverband und die Leistungserbringerverbände beschlossen, in stationären neurologischen Rehabilitationseinrichtungen in Deutschland das SINGER Assessment einzuführen, um Rehaverläufe und Rehaergebnisse auf Aktivitätsebene abbilden zu können. Nach Auswertung dieser Erhebungsrunde in 85 Rehabilitationskliniken wurde festgestellt, dass durch die SINGER Anwendung hohe Effektstärken mit Bezug zum Rehabilitationsergebnis nachweisbar waren (0,92). Hingegen waren die gemessenen Effektstärken des Barthel-Index (0,77) und des Erweiterten Barthel-Index (0,45) deutlich geringer. Folgerichtig wird der SINGER auch in der 5. Erhebungsrunde des QS-Reha-Verfahrens (2024–2026) eingesetzt.
Der Gemeinsame Bundesausschuss hat am 16. Dezember 2021 beschlossen, dass die Darlegung der Beeinträchtigungen der Aktivitäten und Teilhabe von Patienten, im Rahmen der Beantragung von Anschlussrehabilitationen, mit dem SINGER erfolgt. (Inkrafttreten bis Juli 2022 geplant)

## Hintergrund
Das Instrument wurde aus der rehabilitativen Praxis heraus in Deutschland entwickelt. Die wissenschaftliche Begleitung und Evaluation erfolgte durch das Hochrheininstitut für Rehabilitationsforschung.
In inhaltlicher Hinsicht orientiert sich der SINGER an der International Classification of Functioning, Disability and Health (ICF) der Weltgesundheitsorganisation (ICF 2004; deutsche Version) sowie an bereits vorliegenden und erprobten Instrumenten (v. a. Barthel-Index und FIM), wobei gewisse Schwächen dieser Instrumente ausgeglichen wurden (z. B. die fehlende Trennung zwischen verbaler und geschriebener Kommunikation bzw. zwischen Hör- und Lesesinnverständnis im FIM oder die hohen Deckeneffekte bei Phase-D-Patienten im Barthel-Index). Von den neun Domänen der ICF im Bereich ‚Aktivitäten und Partizipation’ sind sieben im SINGER mit einem oder mehreren Indikatoren vertreten. Bis auf die ICF-Domänen „wichtige Lebensbereiche“ (z. B. Ausbildung, Beruf, ökonomische Aspekte) und „Leben in Gemeinde und Gesellschaft“ (z. B. Freizeit, Religion, politisches Leben) sind damit alle Domänen der ICF mit zumindest einem Leitindikator im SINGER vertreten.
Der SINGER umfasst 20 Items aus den Bereichen Selbstversorgung, Mobilität, Kommunikation, Kognition, soziales Verhalten und Haushaltsführung.
Die wichtigste Neuerung gegenüber den bereits vorliegenden Instrumenten betrifft das Grundprinzip der Abstufungen für die 20 Items: Die Stufen des SINGER orientieren sich nicht am Ausmaß der Hilfebedürftigkeit (wie z. B. „25 – 50 % selbständig“ im FIM), sondern an der Art des Hilfebedarfs, die in drei Grundkategorien aufgeteilt wurde:
- professionelle Hilfe während der Therapie
- Kontakthilfe, welche auch außerhalb der Therapie leistbar ist
- selbständig; keine externe Hilfe erforderlich.

Jede der Grundkategorien wurde in zwei Unterkategorien aufgeteilt, so dass sich folgende sechs Stufen ergaben:
- 0   totale Abhängigkeit von professioneller Hilfe;
- 1   professionelle Kontakthilfe erforderlich bei Fähigkeit des Pat. zur Mitwirkung;
- 2   Kontakthilfe auch außerhalb der Therapie ausreichend;
- 3   Supervision oder Vorbereitung durch unterwiesene Personen ausreichend; keine Kontakthilfe nötig;
- 4   selbständig mit Hilfsmitteln bzw. verlangsamt;
- 5   selbständig ohne Hilfsmittel.

## Abgrenzung gegenüber anderen Assessmentverfahren
Im Vergleich mit den Verfahren Barthel-Index oder FIM zeichnet sich der SINGER insbesondere durch folgende Eigenschaften aus:
1. ICF – Orientierung und Praxistauglichkeit: Der SINGER wurde von 2001 bis 2008 aus der rehabilitativen Praxis heraus in Deutschland entwickelt. Er bildet die sieben besonders reharelevanten Domänen der ICF mit jeweils einigen Items ab, ohne überdimensioniert zu sein. Darüber hinaus zeigt er ein mittleres Detaillierungsniveau und ist somit in der täglichen Routine handhabbar. Zusätzliche Belegaufgaben unterstützen die Anwender bei der konkreten Stufenzuordnung.
2. Keine wesentlichen Boden- und Deckeneffekte: Da der SINGER alle wesentlichen reharelevanten Bereiche hinreichend veränderungssensitiv abbildet, erzeugt er im Vergleich zum Barthel-Index keine auffälligen Boden- und Deckeneffekte.
3. Eignung zur Rehaverlaufsdarstellung und -beurteilung: Der SINGER zeigt eine sehr gute Veränderungssensitivität und kann somit den Rehaverlauf sinnvoll abbilden. Aufgrund der Sechsstufigkeit pro Item können bis zu fünf „Verbesserungen“ abgebildet werden. Somit werden wesentliche und alltagsrelevante Verbesserungen im Rehaverlauf erfasst, was z. B. mit dem Barthel-Index nicht gelingt.
4. Zur Rehazielplanung ist der SINGER geeignet: Aufgrund der sehr guten Veränderungssensitivität des SINGER ist dieser zur Rehazielplanung einsetzbar. Die Folge ist, dass der SINGER, wie von Assessmentverfahren gefordert, im Zentrum der Rehabilitation steht und zur Formulierung alltagsrelevanter und nachprüfbarer Rehaziele und zur Erfolgskontrolle einsetzbar ist.
5. Anwendung sofort möglich – weitere Einsatzbereiche: Der SINGER kann, im Gegensatz zum FIM, ohne Gebühr durch Erteilung einer kostenlosen Lizenz (siehe Link) sofort eingesetzt werden. Er ist zur Anwendung in Qualitätssicherungsprogrammen geeignet und bietet interessante Perspektiven in der Rehabilitationsforschung, so z. B. bei der Rehaprognoseerstellung nach Schlaganfall.